# Phascolosorex doriae
Phascolosorex doriae is een buidelmuis uit het geslacht Phascolosorex. De wetenschappelijke naam van de soort werd voor het eerst geldig gepubliceerd door Oldfield Thomas in 1886.

## Kenmerken
Hij is iets groter dan P. dorsalis en heeft relatief kleinere bullae. De kop-romplengte bedraagt 152 tot 226 mm, de staartlengte 152 tot 191 mm en de achtervoetlengte 30 tot 41 mm.

## Voorkomen
De soort komt voor in de westelijke bergen van Nieuw-Guinea (de Arfak- en Weylandgebergten en de westelijke delen van de Centrale Cordillera). Deze soort is gevonden op 1050 tot 2000 m hoogte, iets lager dan zijn verwant Phascolosorex dorsalis.
Phascolosorex doriae · Phascolosorex dorsalis